# Joan Fuster
Joan Fuster i Ortells (uttal: /ʒuˈam fusˈteɾ j oɾˈteʎs/), född 23 november 1922 Sueca, Valencia, Spanien, död där 21 juni 1992, var en spansk författare. Hans skrivande bidrog till att väcka nytt liv i den vänsterpolitiska prokatalanska nationalismen i regionen Valencia, under den spanska övergången till demokrati efter Franco. I sin inflytelserika politiska essä Nosaltres, els valencians (1962) myntade han begreppet Països Catalans (Katalanska länderna). Benämningen var en referens till alla katalansktalande områden, vilka han såg som ett eget land åtskilt från Spanien.

## Biografi

### Bakgrund
Fuster föddes i den lilla staden Sueca, nära Valencia i östra Spanien, i en relativt välbärgad medelklassfamilj. Båda hans föräldrar var troende katoliker och carlister. Hans far var en framgångsrik skulptör som mest ägnade sig åt religiösa skulpturer. 1941 blev han medlem av det fascistiska falangistpartiet, även om han senare avsade sig sitt medlemskap.
Joan Fuster tog 1947 juridikexamen, och 1985 doktorerade han i det katalanska språket. Åren 1946–1956 var han en av redaktörerna av tidningen Verb. Bland hans tidiga böcker, vilka alla var diktsamlingar, kan Escrit per al silenci ('Skriven för tystnaden', 1964) nämnas. 1952 började skriva för pressen i staden Valencia och kom att verka i tidningarna Destino och La Vanguardia.

### Karriär
Med El descrèdit de la realitat ('Verklighetens vanära', 1955) inledde Fuster en framstående karriär som essäist. Han skrev inom ett brett spektrum av ämnen, och hans skrivande utmärkte sig för sitt exakta användande av adjektiv. En annan aspekt av Fusters författande var hans omsorg om skrivandets hantverk, något han tryckte hårt på i olika antologier. Hans intresse för valencianska ämnesval kulminerade 1962 med publiceringen av det som kommit att bli hans mest kända bok: Nosaltres, els valencians ('Vi är valencianer'). Den här boken, liksom hans Qüestió de noms ('En fråga om namn') och El país valenciano ('Det valencianska landet'), var grundläggande böcker om den valencianska regionens historia, kultur och identitetsproblem, sett från en katalansknationalistisk utgångspunkt.
Fuster fortsatte på det valencianska temat i bland annat Raimon 1964, Combustible per a falles ('Brännbart för falles') 1967 och Ara o mai ('Nu eller aldrig') 1981. Dessa och hans många andra studier och lärda historiska och biografiska artiklar har samlats i del I och III av hans Obres completes ('Samlade verk'). Volym II av verksamlingen tas upp av Diari ('Dagsverser', 1952–60).
Hans essäproduktion innehåller bland annat Figures del temps ('Tidens figurer', 1957), Judicis finals ('Slutliga bedömningar', 1960), Diccionari per a ociosos ('Uppslagsbok för latmaskar', 1964), Causar-se d'esperar ('Låta sig själv vänta', 1965) och L'home, mesura de totes les coses ('Människan, alltings mått', 1967). Texterna hade med sin frätande humor koppling till den traditionella moralgrunden i klassisk humanism, inklusive andan hos moralfilosofer och franska reformtänkare (från Michel de Montaigne till encyklopedisterna).
Inom det historiska och litterära kommenterandet publicerade han La poesia catalana ('Katalansk poesi', 1956), Poetes, moriscos i capellans ('Poeter, morer och präster', 1962), Heretgies, revoltes i sermons ('Kätterier, revolter och predikningar', 1968) och Literatura catalana contemporània ('Samtida katalansk litteratur, 1972).

### Mordförsök
11 september 1981 detonerade två bomber i hans hus, med följd att hans bibliotek och arkiv fick stora skador. Ingen åtalades för dådet, men det ansågs allmänt att detta var den antikatalanska yttersta högerns svar på Fusters politiska och kulturella ställningstagande.

### Senare år
1987 samlade Fuster sitt diktande i Se llibres de versos ('Sju versböcker'). Texterna som återutgavs i Llibres i problemes del Renaixentisme ('Renässantismens' böcker och problem, 1989) var frukten av forskningsarbete från han senare år. 1994 publicerades böckerna Ruster inèdit ('Opublicerad Fuster) och Fuster sabàtic ('Sabbatens Fuster').
Joan Fuster avled i sin födelsestad Sueca den 21 juni 1992, 69 år gammal. Efter sin död tilldelades han av l'Alta Distinció al Mèrit Cultural de la Generalitat Valenciana (Valecias regionstyres högsta hedersutmärkelse inom kultur'), och det regionala kulturnätverket Acció Cultural del País Valencià instiftade ett essäpris i hans namn.

## Betydelse och eftermäle
Även om Fuster också ligger bakom ett antal skönlitterära alster, är han mest känd för sina essäer och i synnerhet de med politisk inriktning. Hans i särklass mest inflytelserika verk är boken Nosaltres, els valencians ('Vi är valencianer', 1962), medan även titlar som Qüestió de noms ('En fråga om namn') och Diccionari per a ociosos ('Uppslagsbok för latmaskar', 1964) är välkända inom den katalanska nationalismen.
Fuster framstod mot slutet av 1900-talet som den intellektuelle ledarfiguren för den valencianska nationalismen. Inte minst är han känd för att ha myntat det kontroversiella begreppet Katalanska länderna, vilket i likhet med de katalanska nationalisterna tryckte på den katalanska kulturens samhörighet. I sina böcker förfäktade han nödvändigheten av att stärka Valencias relationer med andra katalanskspråkiga områden, om det överhuvudtaget skulle vara lönt att försvara Valenciaregionens egenart. Därigenom arbetade han för att skapa och utveckla en kulturell gemenskap baserad på en katalansk identitet.
Joan Fuster är sålunda en av de mer namnkunniga politiska essäisterna på katalanska i perioden under efterkrigstiden. Han mottog 1975 Premi d'Honor de les Lletres Catalanes ('Katalanska konstens hederspris') och 1983 Medalla d’Or de la Generalitat de Catalunya (Kataloniens regionstyres guldmedalj'). 1984 utnämndes han till hedersdoktor vid både Barcelonas universitet och Barcelonas autonoma universitet. 1986 utsågs han till professor i litteratur vid Valencias universitet.
Den framstående katalanske författaren Josep Pla sade om Fuster: "Han representerar ett nytt sinnelag. Han är inte bara en valencian, inte en katalan från Valencia och inte en katalaniserad valencian. Fuster är ett grundelement i hela summan av vårt språkområde."

## Källhänvisningar
Den här artikeln är helt eller delvis baserad på material från engelskspråkiga Wikipedia, 17 november 2014.
1. ↑  ”Biography of Joan Fuster. University of Valencia” (på valencianska). Valencias universitet. Arkiverad från originalet den 4 maj 2009. https://web.archive.org/web/20090504130354/http://www.uv.es/~catedra/val/fuster1.htm.
2. 1 2  ”Catalan Encyclopedia entry” (på katalanska). Enciclopèdia Catalana. Arkiverad från originalet den 19 februari 2009. https://web.archive.org/web/20090219161516/http://www.enciclopedia.cat/fitxa_v2.jsp?NDCHEC=0028550. Läst 7 juni 2010.
3. ↑  ”Facts about Joan Fuster” (på engelska). Visat.cat. Arkiverad från originalet den 22 juni 2010. https://web.archive.org/web/20100622223138/http://www.visat.cat/traduccions_literatura_catalana/fitxa-autor.php?id_autor=3. Läst 6 december 2014.
4. ↑  ”Dos bombas contra la casa de Joan Fuster” (på spanska). 12 september 1981. http://hemeroteca.lavanguardia.es/preview/2002/08/07/pagina-8/32930962/pdf.html?search=%22joan%20fuster%22.
5. ↑   (på katalanska) Homenatge Universitari a Joan Fuster. Valencias universitet. sid. 33. ISBN 84-370-1415-8. http://books.google.com/books?id=SE3047FWEJgC
6. ↑  Salvador Enguix (22 oktober 2008). ”Arkiverade kopian” (på spanska). Arkiverad från originalet den 29 oktober 2019. https://web.archive.org/web/20191029035640/https://www.lavanguardia.com/. Läst 6 december 2014.
7. ↑  Vicent Partal (3 maj 2010). ”Sota sospita” (på katalanska). Arkiverad från originalet den 12 juni 2010. https://web.archive.org/web/20100612083423/http://www.vilaweb.cat/editorial/3723367/sota-sospita.html. Läst Läst 6 december 2014..
8. ↑  Pla, Josep: Confluències. Una mirada sobre la literatura valenciana actual, s. 185. (katalanska)

## Digitala utgåvor av Joan Fusters verk
- Nosaltres els valencians (katalanska)
- Qüestió de noms (katalanska)